# Drepanopeziza populi-albae
Drepanopeziza populi-albae är en svampart som först beskrevs av Heinrich Klebahn, och fick sitt nu gällande namn av John Axel Nannfeldt 1932. Drepanopeziza populi-albae ingår i släktet Drepanopeziza och familjen Dermateaceae.   Inga underarter finns listade i Catalogue of Life.